# Aharon Razin

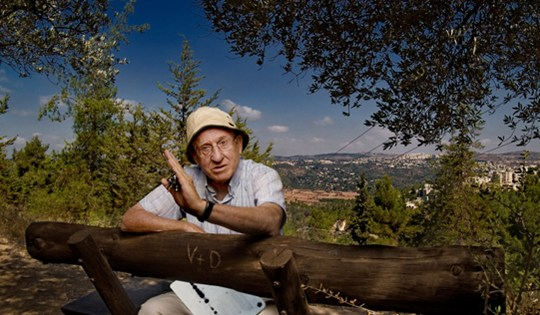
Aharon Razin (2009)

Aharon Razin (* 6. April 1935 in Tel Aviv; † 26. Mai 2019) war ein israelischer Biochemiker und Molekularbiologe und Professor an der Hebräischen Universität Jerusalem. Razin konnte grundlegende Erkenntnisse über die Rolle der DNA-Methylierung bei der Genregulation gewinnen.

## Leben
Razin erwarb 1962 einen Master in Biochemie (Nebenfach Mikrobiologie) und 1967 einen Ph.D. bei Yaakov Mager, beides an der Hebräischen Universität Jerusalem. Als Postdoktorand arbeitete er bei Robert Sinsheimer. 
Auch seine weitere wissenschaftliche Karriere verbrachte Razin an der Hebräischen Universität Jerusalem. 1967 wurde er Lecturer, 1971 Senior Lecturer, 1976 Associate Professor und 1982 ordentlicher Professor. 
1969/1970 hatte Razin einen Forschungsaufenthalt am California Institute of Technology (Caltech) in Pasadena, Kalifornien, 1971 bei Frederick Sanger an der University of Cambridge im Vereinigten Königreich und 1977/1978 am City of Hope National Medical Center in Duarte, Kalifornien. 
2003 wurde Razin emeritiert. Ab 2013 zählte ihn Thomson Reuters aufgrund der Zahl seiner Zitationen zu den Favoriten auf einen Nobelpreis (Thomson Reuters Citation Laureates). Er starb im Mai 2019 im Alter von 84 Jahren.

## Auszeichnungen (Auswahl)
- 1995 Mitgliedschaft in der Human Genome Organisation (HUGO)
- 1996 Mitgliedschaft in der European Molecular Biology Organization (EMBO)
- 2004 Israel-Preis für Biochemie[3]
- 2008 Wolf-Preis in Medizin (gemeinsam mit Howard Cedar)[4]
- 2008 Mitgliedschaft in der Israelischen Akademie der Wissenschaften[5]
- 2009 EMET-Preis (gemeinsam mit Howard Cedar)
- 2011 Canada Gairdner International Award[6]
- 2016 Louisa-Gross-Horwitz-Preis[7]